# Bruno Bošnjak
Bruno Bošnjak (9 de julio de 1983) es un deportista croata que compitió en snowboard adaptado. Ganó una medalla de bronce en los Juegos Paralímpicos de Pyeongchang 2018 en la prueba de eslalon (clase SB-LL1).

## Palmarés internacional
| Juegos Paralímpicos | Juegos Paralímpicos         | Juegos Paralímpicos | Juegos Paralímpicos |
| Año                 | Lugar                       | Medalla             | Prueba              |
| ------------------- | --------------------------- | ------------------- | ------------------- |
| 2018                | Pyeongchang (Corea del Sur) | Medalla de bronce   | Eslalon SB-LL1      |